# Liste d'aéronefs (A)
Pour un article plus général, voir Liste des aéronefs.
- A
- B
- C
- D
- E-H
- I-M
- N-S
- T-Z

## 3

### 3Xtrim Aircraft Factory
- 3Xtrim 450 Ultra
- 3Xtrim 495 Ultra+
- 3Xtrim 550 Trener

## A

### AAA
- AAA Vision

### AAC
- AAC SeaStar

### AAI
- AAI RQ-2 Pioneer
- AAI Shadow 200, AAI RQ-7 Shadow
- AAI Shadow 400
- AAI Shadow 600

### AAMSA
- AAMSA A9B-M Quail

### Abaris
- Abaris Golden Arrow

### ABC Motors
- ABC Robin

### Abe
- Abe Midget

### ABHCo
- ABHCo Gazelle

### Abraham
- Abraham Iris

### Abramovich
- Abramovich Flyer

### Abrams
- Abrams P-1 Explorer

### Abrial
- Abrial A-1
- Abrial A-2 Vautour
- Abrial A-3 Oricou
- Abrial A-5 Rapace
- Abrial A-12 Bagoas
- Abrial A-13 Buse
- Abrial A-260

### ABS Aircraft
- ABS Aircraft RF-9

### ACAC
- ARJ21

### ACAZ
- ACAZ C.2
- ACAZ T-2

### Aéro Club du Bas Armagnac
- ACBA Midour

### Ace
- Ace Baby Ace
- Ace Junior Ace

### Aceair
- Aceair Aeriks 200

### Aces High
- Aces High Cuby

### Acme Aircraft Co
- Acme Centaur
- Acme Sierra S-1

### Acme Aircraft Corp
- Acme Sportsman

### ACME
- ACME Anser

### AC Mobil 34
- AC Mobil 34 Chrysalin

### Acro Sport
- Acro Sport I
- Acro Sport II/Super Acro Sport

### Activian
- Activian VM-1

### AD(British AdmiraltyAir Department)
- AD Flying Boat
- AD Navyplane
- AD Scout (AD Sparrow)
- AD Seaplane Type 1000
- Dirigeable Type 23X
- Dirigeable Type 31
- Dirigeable Type 33

### AD Aerospace
- AD Aerospace T-211

### Adam
- Adam RA-10
- Adam RA-14 Loisirs
- Adam RA-15 Major
- Adam RA-17
- Adam RA-105

### Adam Aircraft Industries
- Adam M-309 CarbonAero
- Adam A500
- Adam A700 AdamJet

### Adamoli-Cattani
- Adamoli-Cattani de chasse

### Adams Industries
- Adams T-211

### Adams-Toman
- ATA Cruiser

### Adams-Wilson Helicopters
- Adams-Wilson Hobbycopter
- Adams-Wilson Choppy
- A-B Helicopters A/W 95

### Adaro(en)
- Adaro Chirta

### Adcox
- Adcox 1-A
- Adcox A-100 Cloud Buster
- Adcox Special
- Adcox Student Prince

### Ader
- Ader Éole
- Ader Avion II
- Ader Avion III

### ADI
- ADI Bumble Bee
- ADI Condor
- ADI Stallion
- ADI Sportster

### Adler
- Adler G IIRc

### Adkisson
- Adkisson SJ-1 Head Skinner

### Adorjan
- Adorjan A-I Libelle
- Adorjan A-II Strucc

### Advanced Aerodynamics and Structures Inc
- AASI Jetcruzer
- AASI Stratocruzer

### Advanced Aeromarine
- Advanced Aeromarine Carrera
- Advanced Aeromarine Mallard
- Advanced Aeromarine Sierra

### Advanced Aviation
- Advanced Aviation Buccaneer
- Advanced Aviation Carrera
- Advanced Aviation Cobra
- Advanced Aviation Explorer
- Advanced Aviation King Cobra
- Advanced Aviation Zephyr

### Advanced Soaring Concepts
- Advanced Soaring Concepts Falcon
- Advanced Soaring Concepts Spirit
- Advanced Soaring Concepts Apex

### AEA
- AEA Red Wing ("Aérodrome #1")
- AEA White Wing ("Aérodrome #2")
- AEA June Bug ("Aérodrome #3"), rebuilt as AEA Loon
- AEA Silver Dart ("Aérodrome #4")
- AEA Cygnet ("Aérodrome #5")

### AEG
- AEG B.I
- AEG B.II
- AEG B.III
- AEG C.I
- AEG C.II
- AEG C.III
- AEG C.IV
- AEG C.V
- AEG C.VI
- AEG C.VII
- AEG C.VIII
- AEG D.I
- AEG D.II
- AEG D.III
- AEG DJ.I
- AEG Dr.I
- AEG F.1
- AEG G.I
- AEG G.II
- AEG G.III
- AEG G.IV
- AEG G.V
- AEG helicopter
- AEG J.I
- AEG J.II
- AEG K I
- AEG N.I
- AEG PE
- AEG premiers modèles
- AEG R.I
- AEG Z.1
- AEG Z.2
- AEG Z.3
- AEG Z.6
- AEG Z.9
- AEG Wagner Euler

### Aerauto
- Aerauto PL.5C

### Aereon
- Aereon III
- Aereon 26

### Aerfer
- Aerfer Ariete
- Aerfer Leone
- Aerfer Sagittario II

### Aerial Distributors
- Distributor Wing

### Aériane
- Aériane Sirocco
- Aériane Swift

### Aeritalia
Voir aussi: Fiat, Alenia, AMX International, Aerfer
- Aeritalia G.91
- Aeritalia G.222

### Aer Lualdi
- Aer Lualdi L.55
- Aer Lualdi L.59
- Lualdi ES 53

### Aermacchi
- Aermacchi AM.3
- Aermacchi AL-60
- Aermacchi S-211
- Aermacchi F-260
- Aermacchi M-290 RediGO
- Aermacchi M-311
- Aermacchi MB-326
- Aermacchi MB-335
- Aermacchi MB-338
- Aermacchi MB-339
- Aermacchi MB-340
- Aermacchi M-346

### Aero Adventure Aviation
- Aero Adventure Aventura
- Aero Adventure Barracuda
- Aero Adventure KP 2U-Sova
- Aero Adventure Toucan
- Aero Adventure Pegasus

### Aero Boero
- Aero Boero 260AG
- Aero Boero AB-95
- Aero Boero AB-115
- Aero Boero AB-150
- Aero Boero AB-180
- Aero Boero AB-210
- Aero Boero AB-260

### Aero Bravo
- Aero Bravo Bravo 700
- Aero Bravo Sky Ranger

### Aero Car
- Aero Car Model 1
- Aero Car Model 2
- Aero Car Model 3

### Aerocar
- Aerocar 2000

### Aerocar International
- Aerocar Aerocar
- Aerocar Aero-Plane

### Aerocam
- Aerocam Slick 360

### Aero Commander
- Aero Commander
- Aero Commander 100 ou Cadet Commander,Darter Commander, Lark Commander
- Aero Commander 200
- Aero Commander Jet Commander
- Aero Commander L-26
- Aero Commander U-4
- Aero Commander U-9
- Snipe Commander
- Snow Commander, Ag Commander, Thrush Commander
- Sparrow Commander, Quail Commander

### Aerocomp
- Aerocomp Merlin
- Aerocomp Comp Air 3
- Aerocomp Comp Air 4
- Aerocomp Comp Air 6
- Aerocomp Comp Air 7
- Aerocomp Comp Air 8
- Aerocomp Comp Air 10
- Aerocomp Comp Air 12
- Aerocomp Comp Air Jet

### Aero Composites/Aero Composite Technologies
- Aero Composites Sea Hawker

### Aero-Craft
- Aero-Craft Aero-Coupe

### Aero Design
- Aero Design DG-1

### Aero Design and Engineering Company
- Aero Commander

### Aero Designs
- Aero Designs Pulsar XP

### Aero-Diffusión
- Aero Diffusión Jodel D 11 Compostella
- D-112 Popuplane
- D-119 Popuplane
- D-1190S Compostela

### Aero-Dynamics
- Aero Dynamics Sparrow Hawk

### Aero Engineers Australia
- AEA Explorer
- AEA Maverick

### Aero Gare
- Aero Gare Sea Hawker

### Aero-Flight
- Aero-Flight Streak

### AeroJaén
- AeroJaén RF5-AJ1 Serrania

### AeroLites
- AeroLites Sport Bearcat
- AeroLites Ag Bearcat
- AeroLites AeroMaster Ag
- AeroLites AeroSkiff

### Aeromarine
- Aeromarine 39
- Aeromarine 40
- Aeromarine 50
- Aeromarine 52
- Aeromarine 55
- Aeromarine 70 Trainer
- Aeromarine 75
- Aeromarine 80
- Aeromarine 85
- Aeromarine 85 Flyer
- Aeromarine 700
- Aeromarine AM
- Aeromarine AMC
- Aeromarine AS
- Aeromarine EO
- Aeromarine HS
- Aeromarine L-20
- Aeromarine L-25
- Aeromarine M-1
- Aeromarine NBS-1
- Aeromarine PG-1
- Aeromarine Sportsman

### Aeromarine-Klemm
- Aeromarine-Klemm AKL-25
- Aeromarine-Klemm AKL-26
- Aeromarine-Klemm AKL-27
- Aeromarine-Klemm AKL-60
- Aeromarine-Klemm AKL-70

### Aeromere
- Aeromere Falco America
- Aeromere M 100S

### Aeromot
- Aeromot AMT 100 Ximango
- Aeromot AMT 200 Super Ximango
- Aeromot AMT 300 Turbo Ximango Shark
- Aeromot AMT 600 Guri

### Aeronaut
- Aeronaut F.4 Rondone

### Aeronautical Engineering Co
- Aeronautical Engineering AE-5

### Aeronautica Umbra
- AUT 18

### Aeronca
- Aeronca 6
- Aeronca 7 Champion
- Aeronca 9 Arrow
- Aeronca 11 Chief
- Aeronca 12AC Chum
- Aeronca 15 Sedan
- Aeronca 50 Chief et Aeronca 65 Chief
- Aeronca 60 Tandem
- Aeronca 65 Defender et Aeronca L-3 Grasshopper
- Aeronca 100
- Aeronca C
- Aeronca K Scout
- Aeronca L
- Aeronca LNR
- Aeronca L-16
- Aeronca O-58 Grasshopper
- Aeronca TG-5
- Aeronca TG-33

### Aeros
- Aeros Sky Ranger

### Aero Sp
- Aero AT-1
- Aero AT-2
- Aero AT-3

### Aero Spacelines
- Aero Spacelines Pregnant Guppy
- Aero Spacelines Mini Guppy
- Aero Spacelines Super Guppy

### Aérospatiale
- Aérospatiale Alouette I
- Aérospatiale Alouette II
- Aérospatiale Alouette III
- Aérospatiale Corvette
- Aérospatiale Cougar
- Aérospatiale Dauphin
- Aérospatiale Frégate
- Aérospatiale Gazelle
- Aérospatiale Ludion
- Aérospatiale Mohawk 298
- Aérospatiale Puma
- Aérospatiale Écureuil
- Aérospatiale Super Frelon
- Aérospatiale Super Puma
- Aérospatiale-British Aerospace Concorde
- Aérospatiale HH-65 Dolphin
- Aérospatiale SA-330Z.
- Aérospatiale SA-331.
- Aérospatiale SA.366.

### Aero Sport
- Aero Sport S 1

### Aerotec
- Aerotec Uirapuru
- Aerotec Tangará

### Aerotechnik
- Aerotechnik L 13 Vivat

### Aerotécnica
- Aerotécnica AC-11
- Aerotécnica AC-12
- Aerotécnica AC-13
- Aerotécnica AC-14

### Aero Vodochody
- Aero 45 & 145
- Aero A.8
- Aero A.10
- Aero A.11
- Aero A.12
- Aero A.14
- Aero A.15
- Aero A.17
- Aero A.18
- Aero A.19
- Aero A.20
- Aero A.21
- Aero A.22
- Aero A.23
- Aero A.24
- Aero A.25 & A.125
- Aero A.26
- Aero A.27
- Aero A.29
- Aero A.30, A.130, A.230, A.330 & A.430
- Aero A.32
- Aero A.34 & A.134
- Aero A.35
- Aero A.38
- Aero A.42
- Aero A.46
- Aero A.100
- Aero A.101
- Aero A.102
- Aero A.104
- Aero A.200
- Aero A.204 & A.304
- Aero A.300
- Aero Ae 01
- Aero Ae 02
- Aero Ae 03
- Aero Ae 04
- Aero Ae 10
- Aero Ae 50
- Aero Ae 270 Ibis
- Aero C-3 & C-103
- Aero L-29 Delfin
- Aero L-39 Albatros & L-139 Albatros
- Aero L-59 Super Albatros & L-159 ALCA
- Aero L-60 Brigadyr & L-160 Brigadyr
- Aero MB.200

### Aer Pegaso
- Aer Pegaso M 100S
- Aer Pegaso M 300

### AESL
- AESL CT/4 Airtrainer

### AGO Flugzeugwerke
- AGO C.I
- AGO C.II
- AGO C.III
- AGO C.IV
- AGO C.VII
- AGO C.VIII
- AGO DV.3
- AGO S.1

- Ao 192
- Ao 193
- Ao 225

### Agusta
- Agusta A.101
- Agusta-Bell AB.102
- Agusta A.103
- Agusta A.104 Hélicar
- Agusta A.105
- Agusta A.106
- Agusta A.109
- Agusta A.115
- Agusta A.119 Koala
- Agusta-Meridionali EMA.124
- Agusta A.129 Mangusta
- Agusta Bell AB-139
- Agusta-Bell AB.212
- AgustaWestland AW139
- AgustaWestland AW149
- AgustaWestland CH-148 Petrel
- AgustaWestland CH-149 Cormorant
- AgustaWestland EH101

### Ahrens Aircraft Corp
- Ahrens AR404

### Ahrens & Schluz
- L 1

### Aichi Kokuki
- Aichi B7A Ryusei (Grace)
- Aichi D1A (Susie)
- Aichi D3A (Val)
- Aichi E3A
- Aichi E8A
- Aichi E10A (Hank)
- Aichi E11A (Laura)
- Aichi E13A (Jake)
- Aichi E16A Zuiun (Paul)
- Aichi F1A
- Aichi H9A
- Aichi M6A Seiran et M6A1-K Nanzan
- Aichi S1A Denko

### Aerospace Industrial Development Corporation(AIDC)
- AIDC A-1 Ching-Kuo
- AIDC AT-3 Tzu-Chiang
- AIDC T-CH-1 Chung-Hsing
- AIDC PL-1 Chien-Shou

### AII
- AII AVA-202

### Air
- Air 60
- Air 100

### Air & Space
- Air & Space 18A

### Aircraft Engineering Corp
- ACE K-1 Biplane
- ACE 200
- ACE 300

### Air Tractor Inc
- Air Tractor AT-300, AT-301 et AT-302
- Air Tractor AT-400, AT-401 et AT-402
- Air Tractor AT-501, AT-502 et AT-503
- Air Tractor AT-602
- Air Tractor AT-802 et Fire Boss

### Airbus
- Airbus A300
- Airbus A310
- Airbus A310 MRTT
- Airbus A318
- Airbus A319
- Airbus A319CJ
- Airbus A320
- Airbus A321
- Airbus A330 MRTT
- Airbus A330-200
- Airbus A330-300
- Airbus A340-200
- Airbus A340-300
- Airbus A340-500
- Airbus A340-600
- Airbus A350
- Airbus A380
- Airbus A400M Atlas
- Airbus Beluga
- Airbus CC-150 Polaris

### Airco
- Airco DH.1
- Airco DH.2
- Airco DH.3
- Airco DH.4
- Airco DH.5
- Airco DH.6
- Airco DH.9
- Airco DH.10 Amiens
- Airco DH.11 Oxford

### Airlines Training Inc.
- Conrad 9800
- Conrad 10200

### Airmaster
- Airmaster H2-B1

### Airspeed
- Airspeed AS.4 Ferry
- Airspeed AS.5 Courier
- Airspeed AS.6 Envoy
- Airspeed AS 8 Viceroy
- Airspeed AS.10 Oxford
- Airspeed AS.23
- Airspeed AS.30 Queen Wasp
- Airspeed AS.39 Fleet Shadower
- Airspeed AS.45 Cambridge
- Airspeed AS.51 Horsa
- Airspeed AS.57 Ambassador
- Airspeed AS.65 Consul

### AISA
- AISA GP-1
- AISA H.M.1
- AISA H.M.2
- AISA H.M.3
- AISA H.M.5
- AISA H.M.7
- AISA H.M.9
- AISA I-11 et I-115
- AISA I-18
- AISA GN

### Akaflieg Berlin
- Akaflieg Berlin B 1
- Akaflieg Berlin B 2
- Akaflieg Berlin B 3
- Akaflieg Berlin B 4
- Akaflieg Berlin B 5
- Akaflieg Berlin B 6
- Akaflieg Berlin B 7
- Akaflieg Berlin B 8
- Akaflieg Berlin B 9
- Akaflieg Berlin B 10
- Akaflieg Berlin B 11
- Akaflieg Berlin B 12
- Akaflieg Berlin B 13

### Akaflieg Braunschweig
- Braunschweig SB 1 Storch
- Braunschweig SB 2 Heinrich der Löwe
- Braunschweig SB 3 Brockenhexe
- Braunschweig MB 4 Braunschweig
- Braunschweig MB 5 Wolfenbüttel
- Braunschweig SB 6 Till Eulenspiegel
- Braunschweig DP 9
- Braunschweig MB 12
- Akaflieg Braunschweig SB 5
- Akaflieg Braunschweig SB 6
- Akaflieg Braunschweig SB 7
- Akaflieg Braunschweig SB 8
- Akaflieg Braunschweig SB 9
- Akaflieg Braunschweig SB 10
- Akaflieg Braunschweig SB 11
- Akaflieg Braunschweig SB 12
- Akaflieg Braunschweig SB 13
- Akaflieg Braunschweig SB 14

### Akaflieg Darmstadt
- Darmstadt D 1
- Darmstadt D 2
- Darmstadt D 3
- Darmstadt D 4
- Darmstadt D 5
- Darmstadt D 6
- Darmstadt D 7
- Darmstadt D 8
- Darmstadt D 9
- Darmstadt D 10
- Darmstadt D 11
- Darmstadt D 12
- Darmstadt D 14
- Darmstadt D 15
- Darmstadt D 17
- Darmstadt D 18
- Darmstadt D 19
- Darmstadt D 20
- Darmstadt D 22
- Darmstadt D 24
- Darmstadt D 28
- Darmstadt D 29
- Darmstadt D 30
- Darmstadt D 31
- Darmstadt D 32
- Darmstadt D 33
- Akaflieg Darmstadt D-34
- Akaflieg Darmstadt D-36
- Akaflieg Darmstadt D-37
- Akaflieg Darmstadt D-38
- Akaflieg Darmstadt D-39
- Akaflieg Darmstadt D-40
- Akaflieg Darmstadt D-41
- Akaflieg Darmstadt D-43

### Akaflieg Hannover
- Hannover AFS 1 Schnecke
- Hannover AFH 4
- Hannover AFH 6
- Hannover AFH 10
- Hannover AFH 11
- Akaflieg Hannover AFH 21
- Akaflieg Hannover AFH 22
- Akaflieg Hannover AFH 24

### Akaflieg Karlsruhe
- Akaflieg Karlsruhe AK-1
- Akaflieg Karlsruhe AK-5
- Akaflieg Karlsruhe AK-5b
- Akaflieg Karlsruhe AK-8

### Akaflieg München
- Akaflieg München Mü-1
- Akaflieg München Mü-2
- Akaflieg München Mü-3
- Akaflieg München Mü-4
- Akaflieg München Mü-5
- Akaflieg München Mü-6
- Akaflieg München Mü-8
- Akaflieg München Mü-10
- Akaflieg München Mü-11
- Akaflieg München Mü-12
- Akaflieg München Mü-13
- Akaflieg München Mü-14
- Akaflieg München Mü-15
- Akaflieg München Mü-17
- Akaflieg München Mü-18
- Akaflieg München Mü-22
- Akaflieg München Mü-23
- Akaflieg München Mü-26
- Akaflieg München Mü-27
- Akaflieg München Mü-28
- Akaflieg München Mü 30 Schlacro
- Akaflieg München Mü-31

### Akaflieg Stuttgart
- Akaflieg Stuttgart F.1
- Akaflieg Stuttgart fs 16
- Akaflieg Stuttgart fs 17
- Akaflieg Stuttgart fs 18
- Akaflieg Stuttgart fs 23
- Akaflieg Stuttgart fs 24
- Akaflieg Stuttgart fs 25
- Akaflieg Stuttgart fs 26
- Akaflieg Stuttgart fs 28
- Akaflieg Stuttgart fs 29 TF
- Akaflieg Stuttgart fs 31
- Akaflieg Stuttgart fs 32
- Akaflieg Stuttgart fs 33
- Akaflieg Stuttgart fs 34
- Akaflieg Stuttgart fs 35

### Akron-Funk
- Akron-Funk C-92

### Albatros Flugzeugwerke
- Albatros Al 101
- Albatros Al 102
- Albatros Al 103
- Albatros B.I
- Albatros B.II
- Albatros B.III
- Albatros C.I
- Albatros C.II
- Albatros C.III
- Albatros C.IV
- Albatros C.V
- Albatros C.VI
- Albatros C.VII
- Albatros C.VIII
- Albatros C.IX
- Albatros C.X
- Albatros C.XII
- Albatros C.XIII
- Albatros C.XIV
- Albatros C.XV
- Albatros D.I
- Albatros D.II
- Albatros D.III
- Albatros D.IV
- Albatros D.V
- Albatros D.VI
- Albatros D.VII
- Albatros D.IX
- Albatros D.X
- Albatros D.XI
- Albatros D.XII
- Albatros DE
- Albatros DL.I
- Albatros Dr.I
- Albatros Dr.II
- Albatros EE
- Albatros FT
- Albatros G.I
- Albatros G.II
- Albatros G.III
- Albatros J.I
- Albatros J.II
- Albatros L.30
- Albatros L.58
- Albatros L.59
- Albatros L.60
- Albatros L.65
- Albatros L.66
- Albatros L.67
- Albatros L.68
- Albatros L.69
- Albatros L.72
- Albatros L.73
- Albatros L.74
- Albatros L.75
- Albatros L.76
- Albatros L.77v
- Albatros L.78
- Albatros L.79
- Albatros L.81
- Albatros L.82
- Albatros L.83 Adler
- Albatros L.84
- Albatros L.100
- Albatros L.101 (Albatros Al 101)
- Albatros L.102 (Albatros Al 102)
- Albatros L.103
- Albatros W.1
- Albatros W.2
- Albatros W.3
- Albatros W.4
- Albatros W.5
- Albatros WDD
- Albatros WMZ

### Albert
- Albert 140
- Albert A-10
- Albert A-20
- Albert A-60
- Albert TE-1

### Albessard
- Albessard Aérobus
- Albessard La Balancelle
- Albessard Triavion

### Alcock
- Alcock A.1

### Alenia Aeronautica
Voir aussi: Fiat, Aeritalia, AMX International
- Alenia C-27 Spartan

### Alexander Aircraft Company
- Alexander B-1
- Alexander Bullet
- Alexander Eaglerock
- Alexander Flyabout
- Alexander Hallett
- Alexander Racer
- Alexander Sedan
- Alexander Swallow

### Alexander Schleicher
- Hol’s der Teufel
- Alexander Schleicher Prüfling
- Alexander Schleicher Zögling
- Alexander Schleicher Professor
- Alexander Schleicher Mannheim
- Alexander Schleicher Anfänger
- Alexander Schleicher Stadt Frankfurt
- Alexander Schleicher Falke
- Alexander Schleicher Condor IIA
- Alexander Schleicher Condor III
- Alexander Schleicher SG-38
- Alexander Schleicher Luftkurort Poppenhausen
- Alexander Schleicher Obs
- Alexander Schleicher Rhönlerche I
- Alexander Schleicher Ka 2 Rhönschwalbe,
- Alexander Schleicher Ka 4 Rhönlerche II
- Alexander Schleicher Ka 6 Rhönsegler,
- Alexander Schleicher Ka-7 Rhönadler
- Alexander Schleicher K 8
- Alexander Schleicher K 9
- Alexander Schleicher K 10
- Alexander Schleicher K 11
- Alexander Schleicher K 12
- Alexander Schleicher ASW 12
- Alexander Schleicher ASK 13
- Alexander Schleicher ASK 14
- Alexander Schleicher ASW 15
- Alexander Schleicher ASK 16
- Alexander Schleicher ASW 17
- Alexander Schleicher ASK 18
- Alexander Schleicher ASW 19, Schleicher Valiant T. Mk.1
- Alexander Schleicher ASW 20
- Alexander Schleicher ASK 21, Schleicher TG-9, Schleicher Vanguard T. Mk 1
- Alexander Schleicher ASW 22, Alexander Schleicher AS 22-2
- Alexander Schleicher ASK 23
- Alexander Schleicher ASW 24
- Alexander Schleicher ASH 25
- Alexander Schleicher ASH 26
- Alexander Schleicher ASW 27
- Alexander Schleicher ASW 28
- Alexander Schleicher ASG 29

### Alexejev
- I-211
- I-215
- I-218

### Alisport
- Alisport Silent
- Alisport Yuma

### Alliant
- Alliant RQ-6 Outrider

### Allied Aviation
- Allied Aviation XLRA

### Alpavia
- Alpavia RF-3

### Alter
- Alter A.I

### Ambrosini
- Ambrosini F.4 Rondone
- Ambrosini S 7 et Supersette
- Ambrosini S.1001 Grifo
- Ambrosini S.1002 Trasimeno
- Ambrosini Sagittario
- SAI 1
- SAI 2
- SAI 2S
- SAI 3
- SAI 7
- SAI 10 Grifone
- SAI 11
- SAI 107
- SAI 207
- SAI 403 Dardo
- SAI S.S.2
- SAI S.S.3 Anitra
- SAI S.S.4

### AMD
- AMD Alarus CH2000

### AM Eagle
- AM Eagle American Eaglet

### American Aviation
- American Aviation AA-1 Yankee Clipper, American Aviation AA-1A Trainer
- American Aviation AA-2 Patriot
- American Aviation AA-5 Traveler

### American Champion
- American Champion 7ECA Citabria Aurora
- American Champion 7GCAA Citabria Adventure
- American Champion 7GCBC Citabria Explorer
- American Champion 8GCBC Scout
- American Champion 8KCAB Super Decathlon

### American General
- American General AG-5B Tiger

### American Turbine Aircraft Corp.
- American Turbine Westwind

### Amiot
- Amiot 20
- Amiot 22, Amiot 23, Amiot 24
- Amiot 110
- Amiot 110S
- Amiot 120, Amiot 122, Amiot 123, Amiot 124, Amiot 125, Amiot 126
- Amiot 130
- Amiot 140M, Amiot 142, Amiot 143, Amiot 144, Amiot 147
- Amiot 150M
- Amiot 340
- Amiot 351, Amiot 353, Amiot 354, Amiot 355, Amiot 356, Amiot 357, Amiot 358 (bombardiers)
- Amiot 370

### AMX International
- AMX International AMX

### Anatra
- Anatra D, Anade, Anacler, Anatra DS, Anasal, Khioni-5
- Anatra DE
- Anatra DI, Anadis, Anaispano, Anatra type 15
- Anatra DM, Anamon
- Anatra V.I
- Anatra VKh, Anadwa, Khioni-4

### ANEC
- ANEC I (en)
- ANEC II
- ANEC III (en)
- ANEC IV

### A.N.F Les Mureaux
- Express Marin
- A.N.F. Les Mureaux 3
- A.N.F. Les Mureaux 4
- A.N.F. Les Mureaux 10 Express Mureaux
- A.N.F. Les Mureaux 110
- A.N.F. Les Mureaux 111
- A.N.F. Les Mureaux 112
- A.N.F. Les Mureaux 113
- A.N.F. Les Mureaux 114
- A.N.F. Les Mureaux 115
- A.N.F. Les Mureaux 117
- A.N.F. Les Mureaux 119
- A.N.F. Les Mureaux 120
- A.N.F. Les Mureaux 131
- A.N.F. Les Mureaux 140
- A.N.F. Les Mureaux 160
- A.N.F. Les Mureaux 170
- A.N.F. Les Mureaux 180
- A.N.F. Les Mureaux 190
- A.N.F. Les Mureaux 200

### Ansaldo
- Ansaldo A.1 Balilla
- Ansaldo A.115
- Ansaldo A.120
- Ansaldo A.300
- Ansaldo AC.2
- Ansaldo AC.3
- Ansaldo ISVA
- Ansaldo SVA.1
- Ansaldo SVA.2
- Ansaldo SVA.3
- Ansaldo SVA.4
- Ansaldo SVA.5
- Ansaldo SVA.6
- Ansaldo SVA.8
- Ansaldo SVA.9
- Ansaldo SVA.10

### Antoinette
- Antoinette I
- Antoinette II
- Antoinette III
- Antoinette IV
- Antoinette V
- Antoinette VI
- Antoinette VII
- Antoinette VIII

### Antonov
- Antonov A-2
- Antonov A-7
- Antonov A-9 (en)
- Antonov A-11
- Antonov A-13
- Antonov A-15
- Antonov A-40
- Antonov An-2
- Antonov An-3
- Antonov An-4
- Antonov An-6
- Antonov An-8
- Antonov An-10
- Antonov An-12
- Antonov An-14
- Antonov An-16
- Antonov An-22 Anteus
- Antonov An-24
- Antonov An-26
- Antonov An-28
- Antonov An-30
- Antonov An-32
- Antonov An-38
- Antonov An-70
- Antonov An-71
- Antonov An-72
- Antonov An-74
- Antonov An-88
- Antonov An-124
- Antonov An-132
- Antonov An-140
- Antonov An-148
- Antonov An-174
- Antonov An-180
- Antonov An-204
- Antonov An-218
- Antonov An-225 Mrya
- Antonov OKA-38
- Antonov SKV

### Applebay
- Applebay Chiricahua
- Applebay Mescalero
- Applebay Zia
- Applebay Zuni

### Arado
- Arado Ar 64
- Arado Ar 65
- Arado Ar 66
- Arado Ar 67
- Arado Ar 68
- Arado Ar 69
- Arado Ar 76
- Arado Ar 77
- Arado Ar 79
- Arado Ar 80
- Arado Ar 81
- Arado Ar 95
- Arado Ar 96
- Arado Ar 195
- Arado Ar 196
- Arado Ar 197
- Arado Ar 198
- Arado Ar 199
- Arado Ar 231
- Arado Ar 232
- Arado Ar 234 Blitz
- Arado Ar 240
- Arado Ar 396
- Arado Ar 432
- Arado Ar 440
- Arado L.I
- Arado L.II
- Arado S.I
- Arado S.III
- Arado SC.I
- Arado SC.II
- Arado SD.I
- Arado SD.II
- Arado SD.III
- Arado SSD.I
- Arado V.1
- Arado W.2

### Archangelski
- SB-2

### Arctic Aircraft
- Arctic Tern

### Armstrong-Whitworth
- Armstrong Whitworth Ajax
- Armstrong Whitworth Ape
- Armstrong Whitworth Ara
- Armstrong Whitworth Albemarle
- Armstrong Whitworth Atlas
- Armstrong Whitworth A.W. XIV Starling
- Armstrong Whitworth A.W. XV Atalanta
- Armstrong Whitworth A.W. XVI
- Armstrong Whitworth A.W. 17 Aries
- Armstrong Whitworth A.W. 19
- Armstrong Whitworth A.W. 23
- Armstrong Whitworth A.W. 27 Ensign
- Armstrong Whitworth A.W. 29
- Armstrong Whitworth A.W. 35 Scimitar
- Armstrong Whitworth A.W. 38 Whitley
- Armstrong Whitworth A.W. 52
- Armstrong Whitworth A.W. 55 Apollo
- Armstrong Whitworth A.W. 155 Argosy
- Armstrong Whitworth A.W.660 Argosy
- Armstrong Whitworth Awana
- Armstrong Whitworth F.K.2
- Armstrong Whitworth F.K.3
- Armstrong Whitworth F.K.6
- Armstrong Whitworth F.K.7
- Armstrong Whitworth F.K.8
- Armstrong Whitworth F.K.9
- Armstrong Whitworth F.K.10
- Armstrong Whitworth F.K.12
- Armstrong Whitworth F.K.13
- Armstrong Whitworth F.M. 4 Armadillo
- Armstrong Whitworth R29
- Armstrong Whitworth R33
- Armstrong Whitworth Sea Hawk
- Armstrong Whitworth Sinaia
- Armstrong Whitworth Siskin
- Armstrong Whitworth Sissit
- Armstrong Whitworth Tadpole
- Armstrong Whitworth Wolf

### Arpin
- Arpin A-1

### Arrow Aircraft (Leeds) Ltd
- Arrow Active 1
- Arrow Active 2

### Arsenal de l'aéronautique
- Arsenal Air 100
- Arsenal 1301
- Arsenal 2301
- Arsenal 4111
- Arsenal VB-10
- Arsenal VG 30, Arsenal VG 32, Arsenal VG 33, Arsenal VG 34, Arsenal VG 35, Arsenal VG 36,Arsenal VG 39
- Arsenal VG 70
- Arsenal VG-80
- Arsenal VG 90
- Arsenal O-101
- Arsenal Delanne 10
- S.A. 103 Émouchet, S.A. 104 Émouchet

### Aquinéa
- Aquinéa Volta

### Astra
- Astra C
- Astra CM
- Astra Villes de Nancy
- Astra Ville de Pau
- Astra Ville de Lucerne
- Dirigeables Astra-Torres

### ATA
- ATA Cruiser

### Atlas Aircraft Corp
- Atlas H-10

### Atlas Aircraft Corporation
- Atlas AL-60C-4M Kudu

### Atlas Aviation
- Atlas Cheetah
- Atlas TP-1 Oryx
- Atlas Alpha XH-1

### ATR
- ATR 42
- ATR-72

### Aubert
- Aubert PA-20 Cigale
- Aubert PA-201 Cigale
- Aubert PA-204 Cigale Major et Super Cigale

### Aura Aero
- Aura Aero Integral

### Auster Aircraft Ltd
- Auster A.109 Airedale
- Auster AOP
- Auster B.3
- Auster B.4
- Auster B.5, Auster AOP Mk 9
- Auster B.8 Agricola
- Auster C.6 Atlantic
- Auster D.4 (en)
- Auster D.5, Beagle D.5/150 Husky
- Auster D.6 (en)
- Auster E.3, Auster AOP Mk 11
- Auster J/1 Autocrat, Auster J/1B Aiglet, Auster J/1N Alpha, Auster J/1S Autocrat, Auster J/1U Workmaster, Auster J/1W Autocrat
- Auster J/2 Arrow
- Auster J/3 Atom
- Auster J/4 Archer
- Auster J/5 Adventurer, Auster J/5A Cropmaster, Auster J/5B Autocar, Auster J/5E Autocar, Auster J/5F Aiglet Trainer, Auster J/5G Autocar, Auster J/5H Autocar, Auster J/5K Aiglet Trainer, Auster J/5L Aiglet Trainer, Auster J/5P Autocar 145, Auster J/5Q Alpine, Auster J/5R Alpine, Auster J/5T, Auster J/5V Autocar.
- Auster J/8L Aiglet Trainer
- Auster K, Auster AOP.6, Auster T.10, Auster 6A Tugmaster, Auster 6B, Auster A.61 Terrier
- Auster M
- Auster N
- Auster P Avis
- Auster Q, Auster T.7, Auster C.4
- Auster S

### Austin
- Austin-Ball A.F.B.1
- Austin A.F.T.3, Austin Osprey Triplane
- Austin Greyhound
- Austin Whippet
- Austin Kestrel

### Austral Lineas Aereas
- Austral AA-2 Mamba

### Auto-Aero
- Auto-Aero Gobe R-26S

### AVA
- AVA AF 1
- AVA AF 2

### AVE
- AVE Mizar

### AVIA
- Avia FL.3
- Avia L.4
- Avia LM-5

### Avia
- Avia BH-1
- Avia BH-2
- Avia BH-3
- Avia BH-4
- Avia BH-5
- Avia BH-6
- Avia BH-7
- Avia BH-8
- Avia BH-9
- Avia BH-10
- Avia BH-11
- Avia BH-12
- Avia BH-16
- Avia BH-17
- Avia BH-19
- Avia BH-20
- Avia BH-21
- Avia BH-22
- Avia BH-23
- Avia BH-25
- Avia BH-26
- Avia BH-28
- Avia BH-29
- Avia BH-33, Avia BH-133
- Avia B-33 et CB-33,
- Avia B.34, Avia B.134, Avia B.234, Avia B.334, Avia B.434, Avia B.534, Avia B.634
- Avia B.35, Avia B-135
- Avia B.71
- Avia B.122, Avia B.222, Avia B.322, Avia B.422
- Avia B.156
- Avia B.158
- Avia C.2
- Avia S.92, Avia CS.92
- Avia S.99, Avia CS.99,Avia S.199, Avia CS.199

- Avia X-A
- Avia XI-A
- Avia XV-A
- Avia XX-A
- Avia 30E
- Avia 32E
- Avia 40P
- Avia 41P
- Avia 50

### Aviamilano
- Aviamilano F.8L Falco
- Aviamilano F.14 Nibbio
- Aviamilano F.250
- Aviamilano F.260
- Aviamilano P.19 Scricciolo

### Aviastroitel
- Aviastroitel AC-4
- Aviastroitel AC-5M
- Aviastroitel AC-7M

### Aviat
- Aviat A1 Husky
- Aviat Pitts Special

### Aviatik
- Aviatik B.I
- Aviatik B.II
- Aviatik B.III
- Aviatik C.I
- Aviatik C.II
- Aviatik C.III
- Aviatik C.V
- Aviatik C.VI
- Aviatik C.VIII
- Aviatik C.IX
- Aviatik D.I
- Aviatik D.II
- Aviatik D.III
- Aviatik D.IV
- Aviatik D.V
- Aviatik D.VI
- Aviatik D.VII (en)
- Aviatik G.I

### Aviatik (Berg)
- Aviatik (Berg) B.II
- Aviatik (Berg) B.III
- Aviatik (Berg) C.I
- Aviatik (Berg) D.I
- Aviatik (Berg) D.II
- Aviatik (Berg) 30.06
- Aviatik (Berg) 30.23
- Aviatik (Berg) 30.24
- Aviatik (Berg) 30.25
- Aviatik (Berg) 30.27 et Aviatik (Berg) 30.29
- Aviatik (Berg) 30.30
- Aviatik (Berg) 30.40

### Aviation Traders
- Aviation Traders ATL-98 Carvair

### AVIC
- AVIC AC313
- AVIC TA-600

### Aviméta
- Aviméta 88
- Aviméta 92
- Aviméta 121
- Aviméta 132

### AVIS
- AVIS I
- AVIS II
- AVIS III
- AVIS IV

### Avro
- Avro D
- Avro E
- Avro F
- Avro G
- Avro H
- Avro J
- Avro 501
- Avro 500
- Avro 502
- Avro 503
- Avro 504
- Avro 508
- Avro 510
- Avro 511
- Avro 514
- Avro 519
- Avro 521
- Avro 522
- Avro 523 Pike
- Avro 527
- Avro 528 Silver King
- Avro 529
- Avro 530
- Avro 531 Spider
- Avro 533 Manchester
- Avro 534 Baby
- Avro 536
- Avro 538
- Avro 539
- Avro 543 Baby
- Avro 547
- Avro 548
- Avro 549 Aldershot
- Avro 552
- Avro 554 Antarctic Baby
- Avro 555 Bison
- Avro 557 Ava
- Avro 558
- Avro 560
- Avro 561 Andover
- Avro 562 Avis
- Avro 563 Andover
- Avro 566 Avenger
- Avro 567 Avenger
- Avro 571 Buffalo
- Avro 572 Buffalo
- Avro 581 Avian
- Avro 584 Avocet
- Avro 594 Avian Mk I, II, III et IV
- Avro 600
- Avro 604 Antelope
- Avro 605
- Avro 616 Avian IVM et Sports Avian
- Avro 618 Ten
- Avro 619 Five
- Avro 621 Tutor
- Avro 624 Six
- Avro 625 Avian Monoplane
- Avro 626, Avro Prefect
- Avro 627 Mailplane
- Avro 631 Cadet
- Avro 636
- Avro 637
- Avro 638 Club Cadet
- Avro 639 Cabin Cadet
- Avro 640 Cadet three seater
- Avro 641 Commodore
- Avro 642
- Avro 643 Cadet
- Avro 652
- Avro 654
- Avro 667
- Avro 671 Rota
- Avro 679 Manchester
- Avro 683 Lancaster
- Avro 685 York
- Avro 688 Tudor
- Avro 691 Lancastrian
- Avro 694 Lincoln
- Avro 696 Shackleton
- Avro 698 Vulcan
- Avro 701 Athena
- Avro 706 Ashton
- Avro 707
- Avro 748
- Avro Andover
- Avro Anson
- Avro Avian
- Avro Jetliner
- Avro Nineteen
- Avro Viper
- Avro Wright

### Avro Canada
- Avro CF-100 Canuck
- Avro CF-105 Arrow

### Ayres
- Ayres Let L 610
- Ayres LM200 Loadmaster
- Ayres Thrush

- A
- B
- C
- D
- E-H
- I-M
- N-S
- T-Z